# Panne de courant du 17 août 2020 au Sri Lanka
La panne de courant du 17 août 2020 au Sri Lanka est un ensemble de pannes de courant électrique survenues le 17 août 2020 vers 12 h 30 heure locale au Sri Lanka qui ont duré plus de sept heures en raison d'une défaillance technique de transmission à la centrale électrique de Yugadanavi touchant l’ensemble du pays,,. Le Ceylon Electricity Board (en) a révélé que la cause de la coupure de courant n'est pas encore connue, la qualifiant de panne non spécifiée. Le ministère de l'Énergie a déclaré qu'un comité spécial est nommé pour enquêter sur la sonde concernant la cause profonde derrière la panne d'électricité.

## Contexte
La demande d'électricité du Sri Lanka est actuellement satisfaite par les centrales thermiques (54,59%), les grandes centrales hydroélectriques (33,50%) et les parcs éoliens (2,12%), les petites installations hydroélectriques (8,01%) et d'autres énergies renouvelables telles que l'énergie solaire (1,78%). Le Sri Lanka dans son ensemble a été confronté à une panne d'électricité majeure à l'échelle nationale en mars 2016, qui a duré plus de huit heures. Les coupures d'électricité régionales localisées sont courantes au Sri Lanka malgré la rare occurrence de pannes d'électricité à l'échelle nationale.

## Déroulement
La panne a également perturbé les activités quotidiennes du public, le blocage de la circulation à Colombo en raison du dysfonctionnement des feux de signalisation et des services d'approvisionnement en eau. La panne d'électricité qui a commencé à midi s'est poursuivie vers la dernière partie de la journée, les autorités n'ayant pas réussi à plusieurs reprises à rétablir l'alimentation électrique. Cependant les fonctionnaires ont révélé que l'alimentation électrique a été rétablie dans la partie sud du pays qui a été totalement éliminée du réseau national.
Au départ, le porte-parole du ministère de l'Énergie a affirmé que la panne était probablement due à la panne de la centrale électrique de Yugadanavi. Le ministre de l'Énergie Dullas Alahapperuma a révélé que la panne serait résolue dans un espace de deux heures, mais le processus de restauration a été retardé pendant des heures en raison de pannes en cascade. Le courant a été rétabli dans la plupart des régions du pays, y compris à Colombo vers 20h30 dans la nuit et a été considéré comme la pire panne de courant à l'échelle nationale rencontrée par le pays depuis 2016. La panne de courant a encore aggravé l'impact causé par la pandémie de Covid-19 dans le pays. La panne d'électricité n'a pas perturbé l'aéroport international Bandaranaike, le principal aéroport du pays qui a été fermé pendant des mois en raison de la pandémie de Covid-19.
Les hôpitaux et autres infrastructures critiques du pays disposent de générateurs d'électricité.

## Enquête
Un comité était chargé par le ministère de l’énergie électrique d’enquêter sur la panne. Celui-ci remettait son rapport en février 2021. Une consultation publique était organisée en mars.